# Victoria Rocaciuc
Victoria Rocaciuc (n. 19 iunie 1978, Cernăuți, RSS Ucraineană, URSS) este o pictoriță moldovenească, cercetătoare științifică în domeniul artelor.

## STUDII
- 1988 - ‘93 – Școala de Arte Plastice A. Șciusev, clasa profesorilor Roza Gamburgskaia, Vasile Moșanu, Victor Treakin, Chișinău, Moldova
- 1993 - ’97 – Colegiul Republican de Arte Plastice A. Plămădeală, Chișinău, Moldova, specialitatea  pictor-pedagog, clasa profesoarei Tatiana Sterhov
- 1997-2002 – Academia de Muzică, Teatru și Arte Plastice din Moldova, Chișinău, specialitatea artist plastic, pictor, profesor, clasa profesorilor Ghenadie Tâciuc, Valeriu Jabinschi
- 2002-2005 – Academia de Științe a Moldovei, Institutul Studiul Artelor – doctorat, conducătorul tezei Tudor Stavilă

- 2002 – Membru stagiar al Uniunii Artiștilor Plastici din Republica Moldova
- 2003 – Membru Societății  Profesorilor de Muzică și Desen din România
- 2005 – Membru titular al Uniunii Artiștilor Plastici din Republica Moldova
- 2007 – Doctor în studiul artelor
- 2014 - conferențiar cercetător
- 2020 - abilitată cu dreprul de conducător de doctorat
- 2023 - Doctor habilitat în arte

[[Fișier:Rocaciuc_povestea_romantica_80x90_2003_[50%].jpg]]

## ACTIVITATE PROFESIONALĂ
Martie 2002-decembrie 2002 – Șef al serviciului de expoziții și documentare la Centrul Expozițional al UAP din Republica Moldova Constantin Brâncuși, Chișinău (confirmare)
Ianuarie 2005-ianuarie 2006 – cercetător științific (cumul), Institutul Studiul Artelor al AȘM
2005- lector superior, conferențiar prin cumul, Universitatea tehnică a Moldovei, FUA, Catedra "Design Interior"
2006-prezent – Cercetător științific titular la Institutul Studiul Artelor (actualmente, Institutul Patrimonului Cultural) al Academiei de Științe a Moldovei
[[Fișier:peisajdinCorjeutiI2004up_[50%].jpg]]

## LUCRĂRI PICTURALE
Autoportret (1997, ulei/pânză); Înțelepciune (2000, ulei/pânză); Testament (2000, ulei/pânză); Patru apostoli (2000, ulei/pânză); Fuga (2001, ulei/pânză); Arcul vieții (2001, ulei/pânză); Parcul îndrăgostiților (2001,ulei/pânză); Natură statică cu vază roșie (2001,ulei/pânză); Edificiu (2001, ulei/pânză); Cariatidele odihnindu-se (2002, ulei/pânză); Timpul cariatidelor (2002, ulei/pânză); Corabia visurilor (2002, ulei/pânză); Lucia (2002, ulei/pânză); 7 martie 2003 (2003, ulei/pânză); Teză (2003, ulei/pânză); Antiteză (2003, ulei/pânză); Portretul lui Silviu Fusu (2003, ulei/pânză); Povestea romantică (2003, ulei/pânză); Poarta spre biserică (2004, ulei/pânză); Parcova (2004, ulei/pânză); Modus vivendi (2004,ulei/pânză); O amintire caldă (2004, ulei/pânză); Restaurare (2004, ulei/pânză); Portretul lui Dimitrie Peicev (2004, ulei/pânză); Erupție statică (2005, ulei/pânză); Legenda mărțișorului (2005, ulei/pânză); Sonata fructelor (2006, ulei/pânză); Lumea abstractă (2007, ulei/pânză); Masă (2008, ulei/pânză); Zi de naștere(2008, ulei/pânză) etc.

## CONFERINȚE/SEMINARE ȘTIINȚIFICE  ȘI ARTICOLE PUBLICATE
- 1. Философия искусства в творчестве Гётте. Chișinău, 1999, p. 59-61, Conferință Goethe – poet, filosof, om, Departamentul Relații Naționale și Funcționarea Limbilor, Comunitatea Republicană a Nemților, Centrul Dezvoltării Etnosocial
- 2. Гуманизм в творчестве М. Еминеску, în colaborare cu Victor Rocaciuc, conferențiar universitar, doctor în filosofie, U.T.M. Conferința științifică jubiliară Mihai Eminecu și contemporaneitatea, Chișinău, 2000, p. 36-39.
- 3. Философия и искусство в духовности человека// Universitatea Tehnică a  Moldovei, Catedra  Științe Socio-Umane; Conferința Științifică Spiritualitatea la Intersecție de milenii, Chișinău, 2001, p. 94-98.
- 4. Литература и мораль//Universitatea Tehnică a  Moldovei, Catedra  Științe Socio-Umane; Conferința   Științifică Spiritualitatea la Intersecție de milenii, Chișinău, 2001, p. 98-102.
- 5. în colaborare cu Tâmpău V. Creativitatea: concept și realizare. Universitatea de Stat a Artelor din Moldova, Conferință de totalizare a activității științifico-didactice a profesorilor: Învățământul artistic – dimensiuni culturale, Chișinău, 2002, p.26-29.
- 6. Tema războiului în arta plastică din Republica Moldova: 1944-1990// Materialele seminarului metodologic: Problemele metodico-didactice în învățămîntul artistic superior al Academiei de Muzică, Teatru și Arte Plastice din Moldova (AMTAP). Chișinău. 2003, p. 158-160.
- 7. Realismul socialist și tematica muncii în arta plastică din Republica Moldova: 1944-1990//Materialele conferinței tinerilor savanți ai Academiei de Științe a Moldovei. Chișinău. 2003, p.106.
- 8. Arta plastică din Republica Moldova în primul deceniul postbelic// Materialele conferinței de totalizare a activității științifico-didactice a profesorilor: Învățămîntul artistic – dimensiuni culturale, Academiei de Muzică, Teatru și Arte Plastice din Moldova (AMTAP). Chișinău, 2003, p.185-189.
- 9. Tematica operelor în creația plasticienilor moldoveni în perioada sovietică// Arta’2004, seria de artă plastică, arhitectură, muzică, teatru, cinema (AȘM, ISA). Chișinău. Ed. Epigraf, 2004, p. 42-47.
- 10. Liricul, epicul și dramaticul în arta plastică din Republica Moldova (1944-1990)// Materialele conferinței de totalizare a activității științifico-didactice a profesorilor: Învățămîntul artistic – dimensiuni culturale (AMTAP). Chișinău. 2004, p. 266-268.
- 11. Problemele tipicului în arta plastică din Republica Moldova (1944-1990)// Materialele conferinței de totalizare a activității științifico-didactice a profesorilor: Învățământul artistic – dimensiuni culturale (AMTAP). Chișinău. 2004, p. 268-271.
- 12. Artistul plastic decorator Mihail Ciobanu//Materialele conferinței științifice interuniversitare Spiritualitate. Știință. Tehnică. Universitatea Tehnică a  Moldovei (UTM, Catedra  Științe Socioumane). Chișinău. 2006, p.120-123.
- 13. Expozițiile de artă plastică din Republica Moldova în contextul sociocultural al anilor ’70 ai secolului XX// Arta ’2005, seria de arte vizuale, arte plastice, arhitectură (AȘM, ISA). Chișinău. 2005, p. 69-82.
- 14. Alexandru Klimașevski (1878-1971)//Pergament (Anuarul arhivelor Republicii Moldova, IX, 2006). Chișinău, 2006, p. 83-89.
- 15. Interiorul în pictura lui Gheorghe Oprea//Culegerea de articole, volumul I, a celei de-a III Conferințe Tehnico-științifice internaționale Probleme actuale ale urbanismului și amenajerii teritoriului (15 decembrie 2006). Chișinău. 2006, p. 124-129.
- 16. Naționalul și universalul în arta plastică din Republica Moldova în perioada sovietică// Învățămîntul artistic – dimensiuni culturale (anuar științific: muzică, teatru, arte plastice, conferința  de totalizare a activității științifico-didactice a pedagogilor și doctoranzilor AMTAP, 22 aprilie 2005, ediția a V-a). Chișinău, Grafema Libris, 2005, p. 276-280.
- 17. Про взаємозв’язок духовного життя населення Республіки Молдова та України  в радянський період// Materialele celei de a doua conferințe științifico-practice internaționale Кам’янець-Подiльський у контекстi украïнсько-европейских зв’язкiв: історія та сучастнiстi. Kam’ianeț’-Podil’ski. 2005, p. 187-190 (în colaborare cu Victor Rocaciuc).
- 18. Expozițiile de artă plastică din RSS Moldovenească în contextul sociocultural al anilor 1960// Arta ’2006, seria de arte vizuale, arte plastice, arhitectură (AȘM, IPC). Chișinău, 2006 –  p. 64-77.
- 19. Expozițiile de artă plastică din RSS Moldovenească în contextul sociocultural al anilor 1950// Arta ’2007, seria de arte vizuale, arte plastice, arhitectură (AȘM, IPC). Chișinău. 2007 –  p. 78-91.
- 20. Молдавское современное изобразительное искусство и новая эстетика в контексте европейской культуры // Materialele conferinței științifice internaționale Философия гуманитарного знания: социокультурные измерения, Universitatea Națională din Cernăuți „Iuri Fedikovici”, Ucraina, 26, 27 octombrie 2007, p. 57-60.
- 21. Artele plastice din Republica Moldova în contextul sociocultural al anilor 1940-1990 (Aspecte metodologice în cercetarea problemei)// Învățămîntul artistic – dimensiuni culturale (anuar științific: muzică, teatru, arte plastice. Chișinău, Grafema Libris, 2006, p. 153-159.
- 22. Ambianța artistică din Republica Moldova. Anii 1940-1990 (Autoreferat al tezei de doctor în studiul artelor).  – Chișinău, 2007, 28 p.

## PLIANTE, CATALOAGE DE EXPOTIȚII, ARTICOLE ÎN PRESĂ
- 1. Arta plastică în spațiul post-sovietic// Atelier – 2003, nr.2-4, Chișinău. 2003, p. 120-121.
- 2.Ghenadie Jalbă.// Atelier – 2004, nr.2-4, Chișinău, p. 88-90.
- 3. Duet: Olga și Leonardo Guțu Pliantul pentru expoziția organizată de Ambasada României în Republica Moldova Olga Guțu, Leonardo Guțu (pictură, grafică): 17 aprilie – 17 iunie 2006.Chișinău. 2006 (Citatele din textul respectiv au fost publicate în presă: Popușoi L. O expoziție de artă plastică și un dicționar al limbii române pentru dăinuirea noastră, Chișinău, Flux, 2 iunie 2006; Roibu N. Ambasadorul Teodorescu promite o casă a României și a românilor în centrul Chișinăului, Chișinău, Timpul, 31 mai 2006; A. N. Ambasada României, gazda pictorilor basarabeni, Chișinău, Ziarul de Gardă nr.20, 1iunie 2006, p.8).
- 4.Украïнська палитра Молдови (introducere pentru catalogul expoziției). Catalogul expoziției de artă plastică. Editura Elan Poligraf, Chișinău, 2006, p. 3.
- 5. Благодiйний Фонд „Вiдродження-Renaștere”//Рiдне слово (cuvîntul  matern) nr.12, decembrie 2006, Chișinău. p.5
- 6. Filimon Hămuraru: „Pictez subiectele care-mi sunt mai aproape de suflet”//Vocea poporului, nr. 14, 18 aprilie 2008, Chișinău, p.7.

## PARTICIPĂRI ÎN PROIECTE ȘTIINȚIFICE
2007-2008 – Proiectul științific pentru tineri cercetători Situația actuală a tineretului din Republica Moldova. Perspective de dezvoltare.

## EXPOZIȚII PERSONALE
- 1995 – Casa Naționalităților, Chișinău, Moldova (confirmare)
- 1995 – Liceul Nr. 5, Chișinău, Moldova (confirmare)
- 2000 – Centrul de Creație pentru Copii și Tineri, Chișinău, Moldova (confirmare)
- 2001 – Biblioteca Națională, secția Arte Plastice, Chișinău, Moldova (confirmare)
- 2002 – Biblioteca Municipală B.P. Hasdeu (confirmare)
- 2002 – Biblioteca Publică Al. Donici (confirmare)
- 2003 – Casa-muzeu Pușkin, Chișinău, Moldova (confirmare)
- 2003 – Radio Antena C, Chișinău, Moldova (confirmare)
- 2003 – Ambasada Republicii Ucraina în Republica Moldova (confirmare)
- 2004 – Biblioteca Municipală de Arte, Chișinău, Moldova (confirmare)
- 2004 – Muzeul Național de Istorie a Moldovei, Chișinău, Moldova (confirmare)
- 2006 – Centrul lingvistic Elgario, Chișinău, Moldova (confirmare)
- 2008 - Biroul Relații Interetnice, Chișinău, Moldova (confirmare)

## EXPOZIȚII REPREZENTATIVE (de grup)
- 1992 – a IX-a expoziție republicană a elevilor școlilor de arte plastice din Moldova (diplomă)
- 1995, 1996, 1997, 1998, 1999, 2000, 2001, 2002, 2003, 2004, 2005, 2006, 2007, 2008 – Casa Naționalităților, Chișinău, (articole în presă)
- 1999, 2000, 2001, 2002, 2003, 2004, 2005 – Expoziție anuală Limba Noastră, Centrul Expozițional Constantin Brâncuși, Chișinău
- 1999 – Expoziția Internațională in memoriam  Călin Postolache, Biblioteca Onisifor Ghibu, Chișinău (diplomă)
- 1999, 2000, 2001, 2002, 2004, 2005, 2006 – Salonul de toamnă, Centrul Expozițional Constantin Brâncuși, Chișinău (confirmare)
- 2000 – Biblioteca municipală B. P. Hasdeu, Chișinău (confirmare)
- 2000 – Expoziție Ziua Pământului, Muzeul Național de Istorie, Chișinău (diplomă)
- 2000 – Expoziția Muzeul și Studenții, Muzeul de Etnografie și Istorie Naturală, Chișinău
- 2000, 2002, 2003, 2004, 2005, 2006, 2007 – Salonul de primăvară. Centrul Expozițional Constantin Brâncuși, Chișinău (confirmare)
- 2000 – Expoziția-atelier de pictură și grafică Geamuri, Muzeul National de Istorie, Chișinău (diplomă)
- 2000 – Expoziție de artă plastică 2000 de ani ai Creștinismului, galeria David, Chișinău (diplomă)
- 2001 – Expoziție Schimbarea climei, organizator: Organizația Obștească Eco-Arta, Muzeul Național de Istorie, Chișinău
- 2001 – Expoziție Următoarea sesiune, Muzeul Național de Istorie, Chișinău (diplomă)
- 2001– Expoziția Visurile tinereții, Palatul Republicii, Chișinău (diplomă)
- 2001, 2003 – Expoziția Ziua Națională a României - 1Decembrie, Centrul Expozițional Constantin Brâncuși Chișinău (confirmare)
- 2001–Expoziția Ieșire la mare, Centrul Expozițional Constantin Brâncuși, Chișinău (diplomă)
- 2001, 2003– Expoziția Noi, Tineretul Creator, Centrul Expozițional Constantin Brâncuși, Chișinău (articole în  presă)
- 2002 – Expoziția Absolventul 2002, Centrul Expozițional Constantin Brâncuși,Chișinău
- 2002 – Expoziția Arta Nouă, Centrul Expozițional Constantin Brâncuși, Chișinău (articole în presă
- 2003 – Expoziția Nudul in arta plastică din Republica Moldova, Centrul Expozițional Constantin Brâncuși, Chișinău
- 2003 – Expoziția 100 ani întru creativitate, Centrul Expozițional Constantin Brâncuși, Chișinău
- 2003 – Al 9-lea Pod, Organizată de Asociația Tinerilor Plasticieni din Moldova Oberliht cu sprijinul OSCE în Moldova: Pinacoteca de Stat A.Losev, Tighina; Pinacoteca orașănească, Dubăsari;  Palatul Culturii, Râbnița
- 2003 – Dialog, Organizată de Asociația Tinerilor Plasticieni din Moldova Oberliht cu concursul DTS al RM, Salonul EuroFotoArt, Chișinău
- 2004 – Din punctul A în punctul B, Centrul Expozițional Constantin Brâncuși, organizată de Asociația Tinerilor Plasticieni din Moldova Oberliht, Chișinău
- 2004 – Uzina Vitanta, expoziția organizată de Asociația Tinerilor Plasticieni din Moldova Oberliht, Chișinău
- 2004 – Colegiul Invizibil, expoziția organizată de Asociația Tinerilor Plasticieni din Moldova      Oberliht, Chișinău
- 2004 – Expoziția Cursa Bălți, expoziția organizată de Asociația Tinerilor Plasticieni din Moldova Oberliht, Bălți
- 2007, 2008 – Expoziția Mihai Eminescu în arta plastică. (Orizonturi eminesciene), Centrul Expozițional Constantin Brâncuși, Chișinău
- 2007 – Expoziția Creatoare contemporane din Polonia și Moldova, Centrul Expozițional Constantin Brâncuși, Chișinău
- 2007 – Expoziția în cadrul Festivalului Internațional de Artă „Plai Natal”, ediția III, Teatru de operă și balet, Chișinău.

## EXPOZIȚII PESTE HOTARE
- 1997 – Muzeul Bucovinean din Cernăuți (articole în presă)
- 2000, 2001, 2002, 2003, 2004, 2005, 2006, 2007 – Expoziție – concurs de artă plastică contemporană Saloanele Moldovei, România – Moldova (catalog)
- 2003 – Primăria, Curtea de Argeș, România (articole în presă)
- 2003 – Palatul Culturii, Iași, România
- 2004 – Tudor Meiloiu văzut de prieteni și închipuirile sale, Foaierul Nicolae Grigorescu al Centrului Cultural al M.A.I., București, România
- 2004 – Expoziția Acasă, București, România
- 2006 – Expoziția în cadrul proiectului internațional Moldova. Artă contemporană, Olanda
- 2006 - Expoziția în cadrul proiectului internațional Moldova. Artă contemporană, Bruxelles, Belgia
- 2008 - Expoziția în cadrul simpozionului internațional, Minsk, Belarus (bienala de pictură contemporană)

## SIMPOZIOANE/TABERE DE CREAȚIE
- 2002 – Simpozion Internațional de hârtie manuală Work-shop paper Art
- 2003 – Tabăra internațională de creație Parcova – 2003
- 2003 – Tabăra de creație la Curtea de Argeș, România
- 2004 – Tabăra de creație, Mangalia, România
- 2004 – Tabăra internațională de creație Parcova – 2004
- 2004 – Tabăra de creație, Cimișlia
- 2005 – Tabăra internațională de creație Parcova – 2005

## LUCRĂRI ÎN COLECȚII PUBLICE
România (Primăria, Curtea de Argeș), Republica Moldova (Casa-muzeu Pușkin, muzeul din satul Parcova, muzeul din Cimișlia); Ambasada României în Chișinău, Academia de Științe a Moldovei (actualmente, cu titlu de împrumut)

## LUCRĂRI ÎN COLECȚII PARTICULARE
Federația Rusă, Republica Ucraina, Canada, S.U.A., Israel, România, Republica Moldova

## DISTINCȚII
- 2001 – Concurs de artă Uniunea Latină, ediția a III-a – Mențiune (diplomă)
- 2002 – Concurs organizat de Fundația SOROS-Moldova și Moldova Agroindbank Burse de Merit – gradul III (diplomă)
- 2002 – Concurs de artă Uniunea Latină, ediția a IV-a – Mențiune (diplomă)
- 2002 – Diploma Departamentului Relații Interetnice pentru aportul adus la dezvoltarea culturii și artei etniilor conlocuitoare
- 2005 – Diploma Ministerului culturii și turismului a Republicii Moldova pentru participare în expoziția Pace prin arta plastică. O mie de tablouri ale artiștilor plastici din Moldova de pe ambele maluri ale Nistrului
- 2007 – Diploma pentru contribuții deosebite în cercetarea și valorificarea patrimoniului cultural (AȘM, IPC)

## REFERINȚE CRITICE
Victoria Rocaciuc nu este o coloristă în sensul plenar, tradițional al cuvântului; viziunea sa răspunde unui anumit armonism cromatic, pe cât de liber, pe atât de dozat cu o grație spontană, păstrând farmecul filosofic al tabloului. Sobrietatea culorii, dar și gândul profund, cucerește tot mai mult un simț de o rară eleganță estetică. Binefeciind de lecțiile mai multor profesori  (Tâciuc, Jabinschi etc.), având spirit creator, atinge diverse niveluri de experiență și de tonalism la afirmarea unui monocromatism cald, până la transparențe, mai ales, de lumină și prin prețiozitatea ideilor de a încălzi din interior, făcându-le să vibreze, bunăoară ca: Corabia visurilor, Arcul vieții, sau ca un flux melodic al conștiinței de sine printr-un gând sacru ca acel din Patru apostoli.
Victoria Rocaciuc s-a impus în viața noastră artistică printr-un limbaj aparte fie în compoziție, portret, peisaj sau natură statică și o face cu o măiestrie de îndrăgostit, reușind să păstreze intactă strălucirea cromatică, modelând cu tinerească fervoare imagini inedite, descoperă formule impresionante. 
(Timotei Bătrânu).
Victoria Rocaciuc, absolventă a Facultății de Arte Plastice a Universității de Stat a Artelor din Moldova, promoția 2002, dispune de un impresionant palmares al activității profesionale.
Tânăra artistă încă în timpul ultimilor ani de studii devine o prezență activă în mai toate saloanele oficiale organizate de către Uniunea Artiștilor Plastici din Moldova (Salonul de primăvară, Salonul de toamnă, Salonul Limba noastră cea română, Expoziția-concurs Saloanele Moldovei Chișinău-Bacău). Realizează și o serie de expoziții personale în cadrul mai multor instituții publice, acestea bucurându-se de aprecierea publicului iubitor de artă fiind remarcate și de unii critici de artă.
În prezent această parcurge o perioadă de ordonare calmă a formelor, de o largă echilibrare pe suprafața pânzei în care atinge adesea un lirism figurativ.
Este de apreciat și faptul, că ea abordează realul, ca pe unul de tipurile fundamentale ale limbajului plastic și nu se dedă unor zone artistice iraționale, care ar putea fi caracterizate doar ca ecouri difuze, tardive ale unor experiențe din arta Occidentului, caracteristice adesea unor colegi de generație.
Aflându-se în căutarea propriilor identități artistice, Victoria Rocaciuc își desfășoară opțiunile plastice și în zone estetice, reprezentând structuri vizuale abstracte ca mod de interpretare a realității, impune o scriitură fermă și o cromatică echilibrată în afara acordurilor violente, reușind să evite conflicte stilistice.
Victoria Rocaciuc este o speranță a picturii din Moldova, cu siguranță va evolua activ pe simezele galeriilor de artă și se va impune în continuare cu lucrări de înaltă ținută artistică.     
(Tudor Zbârnea).
Victoria Rocaciuc se prezintă ca o tânără plasticiană ce posedă o pregătire artistică serioasă. Având vădite capacități ea se orientează liber în compoziții tematice cu conținuturi variate. Abordează cu succes diferite subiecte, are o imaginație fecundă și libertate în tratare.
(Ada Zevin).

## BIBLIOGRAFIE SELECTIVĂ
- Петриченко А., С теплым чувством// Независимая Молдова, 14.09.1995
- Rocaciuc V. Debut – pictură //Atelier, nr.1-2, 2000 , p.41
- Curchi L. Simbolul dragostei și al credinței//Capitala,  6 ianuarie 2001
- Ardgomandi K., A silver lining// Welcome, 2002, p.18
- Braghiș V., Victoria Rocaciuc pictează dragostea, Flux Cotidian Național, 14 martie 2002,                        nr.27(878)
- Торня Н. Новое искусство в новом времени//Кишинёвские новости, 21.06.2002, Chișinău, p. 11.
- Buru N. Victoria Rocaciuc – pictorița pe care o definesc căutările//Flux Cotidian Național, nr. 87, Chișinău, 21 august 2002, p. 4.
- Рощин В. В жизни всегда есть место романтике// Независимая Молдова, Chișinău, 6 decembrie 2001.
- Мигулина Т. Таллиннский вкус кишинёвской леди//Экономическое обозрение, nr. 43, Chișinău, 23 noiembrie 2001
- Ляхова И. Подражая многим, оставаться собой//Кишинёвский обозреватель, nr. 36, Chișinău, 22 noiembrie 2001, p.8
- Гавазюк Н. Видали ль вы?//Capitala (Столица), nr. 14, Chișinău, 23 februarie 2002, p.9.
- Боцан М. Оранжевое небо Виктории Рокачук// Кишинёвские новости, 16.08.2002, Chișinău, p. 11.
- Sofroni A. Victoria Rocaciuc, o visătoare incurabilă//Moldova Suverană, nr. 160, Chișinău, 20 august 2002, p. 3.
- Михайло Л. Что человечеству дано в его судьбине, всё испытать, изведать должен я// Capitala (Столица), nr. 64, Chișinău, 24 august 2002, p.11.
- Indoitu A. Victoria Rocaciuc: „Picturile arată mereu altfel, ca și omul, în dependență de anturaj, lumină și dispoziție//Tineretul Moldovei, nr. 24, Chișinău, 26 iunie 2003, p.6.
- Dobra G. Tabăra anuală de pictură s-a încheiat cu o expoziție în holul Primăriei //Argeș Expres, nr. 1014, Curtea de Argeș, România, 29 august 2003, p.4.
- Bobi D. La Curtea de Argeș, Dumnezeu a răsturnat sacul cu minuni...// Argeș Expres, nr. 1012, Curtea de Argeș, România, 27 august 2003, p.4.
- Ciucă V. Iași-Parcova și retur...// Atelier, nr.2-4, 2003, p.32-34.
- Borș I. O nouă Victorie sub „Cupola pătrată”// Tineretul Moldovei, nr. 2, Chișinău, 5 februarie 2004
- Ляхова И. Выставка в необычном ракурсе//Кишинёвский обозреватель, nr. 4, Chișinău, 5 februarie 2004, p.8
- Chef nr. 5, Chișinău, 1 iunie-15 iunie 2004, p.7
- Mихайло Л. Корабль мечты «Виктория»// Capitala (Столица), nr. 34, Chișinău, 13 mai 2006, p.8
- Catalogul expoziției. Moldova Artă contemporană. Curator Tudor Zbârnea, autorul textului introductiv Ludmila Toma. Chișinău. Ed. Atelier, 2006, 79 p.
- Lupușor T. Arta e un vis, iar visul – muncă//Vocea poprului, nr.28, Chișinău, 17 august 2007, p.5.
- Festivalul Internațional de Artă „Plai Natal”, ediția III, Chișinău, 7-8 decembrie 2007. Catalog, p. 50
- Gheorghiță E. "Bucovineanca"//"Moldoveanca", 2008, nr.12, p.10,11.

## LEGĂTURI EXTERNE
- http://interventii.info.md/oberliht/dialog.html%5Bnefuncțională%5D
- http://www.gallery.md/news.php?&offset=20 Arhivat în 30 iulie 2009, la Wayback Machine.
- http://www.observatorcultural.ro/informatiiarticol.phtml?xid=534&print=true%5Bnefuncțională%5D
- http://www.culturalaid.com/moldova.htm Arhivat în 21 noiembrie 2008, la Wayback Machine.
- http://www.iatp.md/oberliht/dialogcocieru.html Arhivat în 22 august 2008, la Wayback Machine.
- http://www.youth.md/bulletin.php?bid=59 Arhivat în 27 octombrie 2007, la Wayback Machine.
- http://rhizome.org/thread.rhiz?thread=22743&page=1#43868%5Bnefuncțională%5D
- http://newmediafix.net/daily/?p=886
- http://www.mail-archive.com/nettime-ann@nettime.org/msg00482.html
- http://www.oberliht.org.md/old/dinAinBanunt.html Arhivat în 20 mai 2008, la Wayback Machine.
- http://www.noemalab.org/sections/arte_detail.php?IDArts=2016 Arhivat în 6 noiembrie 2006, la Wayback Machine.
- http://www.cnaa.acad.md/files/institutions/isa/isa-evaluation-report.pdf%5Bnefuncțională%5D
- http://www.cnaa.acad.md/files/institutions/isa/profile-genesis-history-evolution.pdf%5Bnefuncțională%5D
- http://www.zikg.lrz-muenchen.de/cgi-bin/gucha_de.pl?t_acsys=x&index=SYS&s1=Ka.01.%B7Sieben+M%FCnchner+Maler Arhivat în 13 ianuarie 2004, la Wayback Machine.
- www.soros.md/docs/Raport_Soros_2003.pdf
- http://www.iatp.md/oberliht/mgmruvsps.html Arhivat în 22 august 2008, la Wayback Machine.
- http://www.oberliht.org.md/old/EN/dialoganunt.html Arhivat în 5 martie 2016, la Wayback Machine.
- http://www.allfun.md/index.php?page=anons&id=1634
- www.info-prim.md/?a=10&nD=2006/07/26&ay=3063  · 26 КБ
- www.flux.md/news/modb2cal.php?action=show&idu=14376&cat=Editia de Vi ..  · 15 КБ
- http://logos.press.md/Weekly/Main.asp?IssueNum=443&IssueDate=23.11.2001&YearNum=43&Theme=13&Topic=6185 Arhivat în 21 august 2008, la Wayback Machine.
- www.obozrevateli.md/cgi/article.pl?id=811
- http://www.nm.md/daily/article/2002/07/25/0402.html Arhivat în 22 august 2008, la Wayback Machine.
- http://www.nm.md/daily/article/2002/05/28/0401.html Arhivat în 22 august 2008, la Wayback Machine.
- http://www.moldovanoastra.md/ru/cultural.php?rubr=-1864%5Bnefuncțională%5D